# Porphyrinia marmaropa
Porphyrinia marmaropa är en fjärilsart som beskrevs av Edward Meyrick 1902. Porphyrinia marmaropa ingår i släktet Porphyrinia och familjen nattflyn. Inga underarter finns listade i Catalogue of Life.